# Kilian Ponheimer der Jüngere

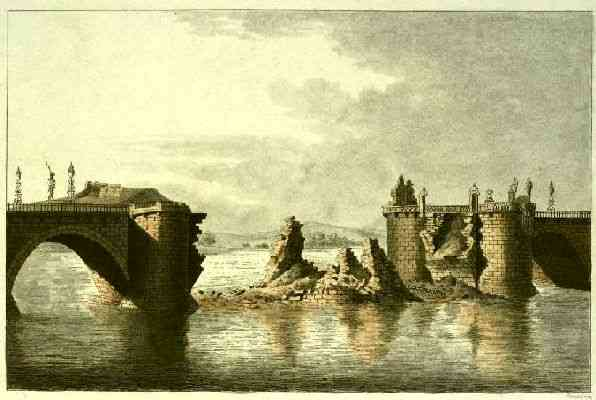
Augustusbrücke in Dresden nach ihrer Sprengung 1813. Gemälde von Kilian Ponheimer dem Jüngeren.

Kilian Ponheimer, genannt Kilian Ponheimer der Jüngere (geboren am 12. November 1788 in Wien; gestorben am 26. Juli 1829 ebenda), war ein österreichischer Maler und Kupferstecher.

## Leben
Kilian Ponheimer war der Sohn von Kilian Ponheimer. Er besuchte ab 1803 die Akademie der bildenden Künste. Seine Lehrer waren im Zeichnen und in der Schabekunst Vinzenz Georg Kininger, im Radieren der Akademiedirektor Jacob Matthias Schmutzer und im Malen Hubert Maurer. Kilian Ponheimers Werk umfasst Arbeiten in der Miniaturmalerei, Schab- und Stecherkunst.
Zu seinen besten Werken gehört ein Bildnis des Akademie Direktors Martin Fischer nach einer Vorlage von Hubert Maurer sowie ein Bildnis von Hans Holbein dem Jüngeren von Sigmund von Perger, gestochen von Kilian Ponheimer. Ein weiterer Stich, Blumenaltar von Heem, stammt von ihm.

## Werke (Auswahl)
siehe Neues allgemeines Künstler-Lexicon.